# Cantharellus guyanensis
Cantharellus guyanensis är en svampart som beskrevs av Mont. 1854. Cantharellus guyanensis ingår i släktet Cantharellus och familjen kantareller.   Inga underarter finns listade i Catalogue of Life.